# نرختا
شهر نرختا (به روسی: Нерехта) در کشور روسیه و در اوبلاست کوستروما واقع شده‌است.